# Immortal (album)
Immortal – remix album Michaela Jacksona, stanowiący jednocześnie ścieżkę dźwiękową projektu Michael Jackson: The Immortal World Tour. Na albumie zamieszczone są największe przeboje artysty, m.in. "Thriller", poddane remasteringowi i zremiksowane. Album został wydany w listopadzie 2011 roku.
CD 1:
1. "Working Day and Night"
2. "The Immortal Intro"
3. "Childhood"
4. "Wanna Be Startin’ Somethin’"
5. "Dancing Machine" / "Blame It on the Boogie"
6. "This Place Hotel" / "Smooth Criminal/Dangerous"
7. "J5 Medley": "I Want You Back" / "ABC" / "The Love You Save"
8. "Human Nature" / "Speechless"
9. "Is It Scary" / "Thriller" / "Ghost" / "Somebody’s Watching Me" / "Threatened"
10. "You Are Not Alone" / "I Just Can’t Stop Loving You"
11. "Beat It" / "Jam" / "State of Shock"
12. "Earth Song" / "Planet Earth"
13. "They Don’t Care About Us"
14. "Immortal Megamix": "Can You Feel It" / "Don’t Stop Til You Get Enough" / "Billie Jean" / "Black Or White"
15. "Man in the Mirror"

CD 2:
1. "Working Day and Night"
2. "The Immortal Intro"
3. "Childhood"
4. "Wanna Be Startin’ Somethin’"
5. "Shake Your Body Down to the Ground"
6. "Dancing Machine" / "Blame It on the Boogie"
7. "Ben"
8. "This Place Hotel" / "Smooth Criminal" / "Dangerous"
9. "The Mime Segment": "I Like The Way" / "Speed Demon" / "Another Part of Me"
10. "J5 Medley: "I Want You Back" / "ABC" / "The Love You Save"
11. "Human Nature" / "Speechless"
12. "Is It Scary" / "Thriller" / "Ghost" / "Somebody’s Watching Me" / "Threatened"
13. "You Are Not Alone" / "I Just Can’t Stop Loving You"
14. "Beat It" / "Jam" / "State of Shock"
15. "Earth Song" / "Planet Earth"
16. "Scream" / "Little Susie"
17. "Gone Too Soon"
18. "They Don’t Care About Us"
19. "I’ll Be There"
20. "Immortal Megamix": "Can You Feel It" / "Don’t Stop Til You Get Enough" / "Billie Jean" / "Black Or White"
21. "Man in the Mirror"
22. "Remember the Time" / "Bad"